# Saint-Bonnet-près-Bort
Saint-Bonnet-près-Bort è un comune francese di 187 abitanti situato nel dipartimento della Corrèze nella regione della Nuova Aquitania.

## Società

### Evoluzione demografica
Abitanti censiti